# Systems for Nuclear Auxiliary Power

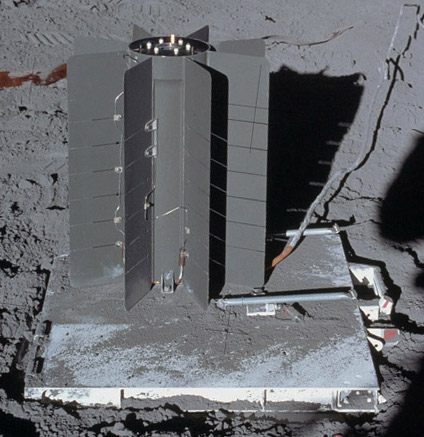
Un exemplaire de SNAP-27 sur la Lune.

Les Systems Nuclear Auxiliary Powers (SNAP, pour « systèmes de puissance auxiliaire nucléaires ») était le nom d'un programme expérimental américain mené par la NASA pendant les années 1960 et 1970. Il consistait à mettre en service des générateurs thermoélectriques à radioisotopes (Radioisotope Thermoelectric Generator , RTG) et des réacteurs nucléaires dans l'espace. 
Un des modules le plus connu de ce programme est un exemplaire du SNAP-27, car la mission Apollo 13 l'emportait vers la Lune et s'en est séparé lors de son retour en catastrophe vers la Terre. Le module se trouverait dans l'océan Pacifique, au sud des îles Fidji dans la fosse des Tonga.